# 盛宣怀
盛宣怀（1844年11月4日—1916年4月27日），字杏荪（杏生、荇生）、幼勖，号補樓愚齋、次沂、止叟等，出生于江苏常州府武进县龙溪，清末官商，政治家，洋务运动的代表人物。北洋大学堂（今天津大学）和南洋公学（今西安交通大学、上海交通大学、西南交通大学、國立交通大學）创始人，同时也是一位实业家和福利事业家。

## 生平与事业

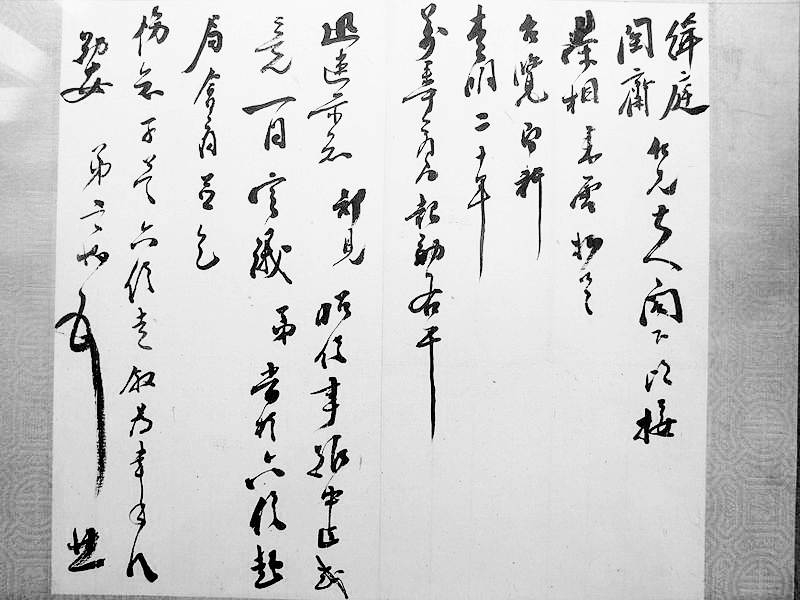
盛宣怀手书

- 盛宣怀的父亲盛康是清朝的官员，与李鸿章有交。
- 盛宣懷是六兄弟之长兄。1870年盛被李鸿章招入其幕僚，受到李鴻章赏识，替他經手洋務，第二年升任知府。1871年畿辅大水，盛康捐助衣物粮食，由盛宣怀购买并运到天津散发，这是盛宣怀第一次从事慈善事业。盛宣懷曾任天津海關道、山東登萊青兵備道、會辦商務大臣、郵傳部尚書等職，1916年在上海病逝。李鴻章曾稱讚他：「一手官印，一手算盤，亦官亦商，左右逢源。」作為直隸總督北洋大臣李鴻章的得力助手，盛宣懷一生經歷傳奇，成就不凡。
- 晚清三大商人之一：胡雪岩、盛宣懷與張謇。「紅頂商人」胡雪岩（1823—1885），「大買辦」盛宣懷（1844—1916），「狀元實業家」張謇（1853年—1926年）。

### 航运
1872年他建议李鸿章用建造商船来提供建造兵舰的费用，被李鴻章采纳，李鴻章委任盛办理中国第一家轮船航运企业轮船招商局，这是盛宣懷办理轮船航运的开始。1873年，轮船招商局正式营业，盛宣怀担任会办，从此他开始正式成为清末洋务运动的核心人物之一，在他经营下，“招商局船只林立，怡和、太古企图独霸江上航运的气势被压下去”。
1875年李鴻章又委盛宣懷办理湖北煤铁矿务，从此盛宣懷又开始办理矿业。
1884年中法战争爆发后航运受到影响，马建忠在盛宣懷支持下将局产轮船于7月抵押给美国旗昌洋行以免中法宣战时轮船遭难，同时变现支持军费。10月他托怡和洋行拨款给在台湾的刘铭传。

### 电报
1879年盛宣懷建议李鴻章建立电报事业，李鴻章采纳他的建議並任命其負責，1881年盛宣怀被任命为津沪电报陆线（即後來的津滬電報總局）的总办，从此中國进入电讯业。1882年为了阻止外国人在中国沿海建立电报网，李鴻章委任盛宣懷建立上海至广州、宁波、福州、厦门等地的电报线。
光緒九年（1883年）盛宣怀督理天津海关，其间海关收入也用于中法战争军费。他挪用海关銀錢来资济电报事业，混淆各个部门的经费，因此受到处分，但因多方说情未被降职。电报事业为清朝作出了贡献，1882年中国在朝鲜壬午兵变中的反应，“实赖电报灵捷”。中法战争中“朝廷指挥军事万里户庭，机不或失……电线与有功焉。”
1900年，盛宣怀私自扣押慈禧太后下发的电报，致电李鸿章提议东南互保。

### 纺织
1892年起，盛宣懷开始在上海督办纺织业，开办华盛纺织总厂。1895年《马关条约》签定后盛宣怀一再请求自己的免职，一再不准。

### 教育與辦學

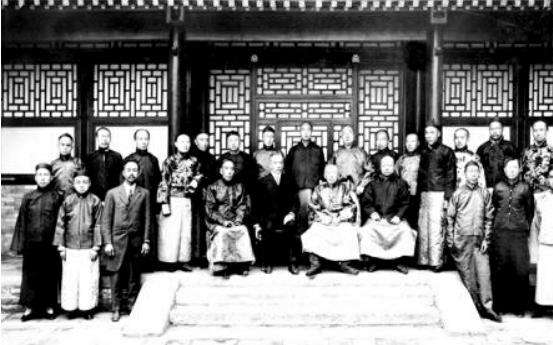
盛宣怀与北洋大学堂部分教师合影

1895年10月2日，盛宣怀通过直隶总督王文韶，禀奏光绪皇帝设立新式学堂。光绪帝御笔钦准，拟定名“天津北洋西学学堂”，最终正式定名北洋大学堂，为中国近代史上最早的官办大学，是天津大学的前身。1896年起盛宣怀开始督办铁路，并将筹备中的山海关北洋铁路官学堂并入北洋大学堂。又令北洋大学堂另招募学生，筹办芦汉铁路学堂。
1896年盛宣怀在上海创办了南洋公学，这是西安交通大学、上海交通大学、國立交通大学的前身。

### 银行
1896年，盛宣懷还在上海外滩开办了中国通商银行。他对康有为的改革是支持的，但认为康有為遇事太急。

### 汉冶萍公司
1896年盛宣懷接办湖北汉阳铁厂，1898年开办萍乡煤矿。1907年11月18日，盛宣懷奏請將漢陽鐵廠、大冶鐵礦、萍鄉煤礦歸併為一大公司，名為漢冶萍煤鐵有限公司，定招股2,000萬元:95。1908年，汉冶萍煤铁厂矿有限公司成立，改官督商办为完全商办公司，成為中國第一家煤铁事業合辦的公司，由盛宣懷出任总理。

### 策划东南互保
1900年盛宣懷反对慈禧太后一开始支持义和拳的做法，命令各地电报局将慈禧太后召集拳民的诏旨扣压，只给各地总督看，他同时电告各总督让他们不要服从这个命令。在他的联系下，长江流域和苏杭的督抚们与列强签定了《东南互保条约》。从此中国军阀开始与中央的命令脱离。这是军阀时代的开始，可以说盛宣懷在其中起了举足轻重的作用。盛宣懷当时主张与列强议和，李鸿章入京进行和谈时请他同行，慈禧太后也宣盛宣懷入京，但盛宣懷觉得清帝國的政治太不可靠，因此推脱不肯奉诏入京。盛宣怀所管理的许多事业如电报、矿业、海关、铁路等是清帝國的主要收入，因此慈禧对他奈何不得，反而褒奖他保护了长江流域的和平，加他为太子太保。
1905年盛宣怀在上海创设了中国红十字会。9月23日，清廷命鐵路督辦大臣盛宣懷收回前與英商所訂《蘇杭甬鐵路草合同》，由浙江紳民自辦:5。9月27日，清廷諭令盛宣懷，全浙鐵路由紳自辦，所有前與英商訂之《蘇杭甬鐵路草合同》應迅即撤廢:6。同年他将他手下的铁路大权让给唐绍仪，这是以唐为首的、在北洋政府初期权力巨大的交通系的开始。

### 清朝灭亡与民初

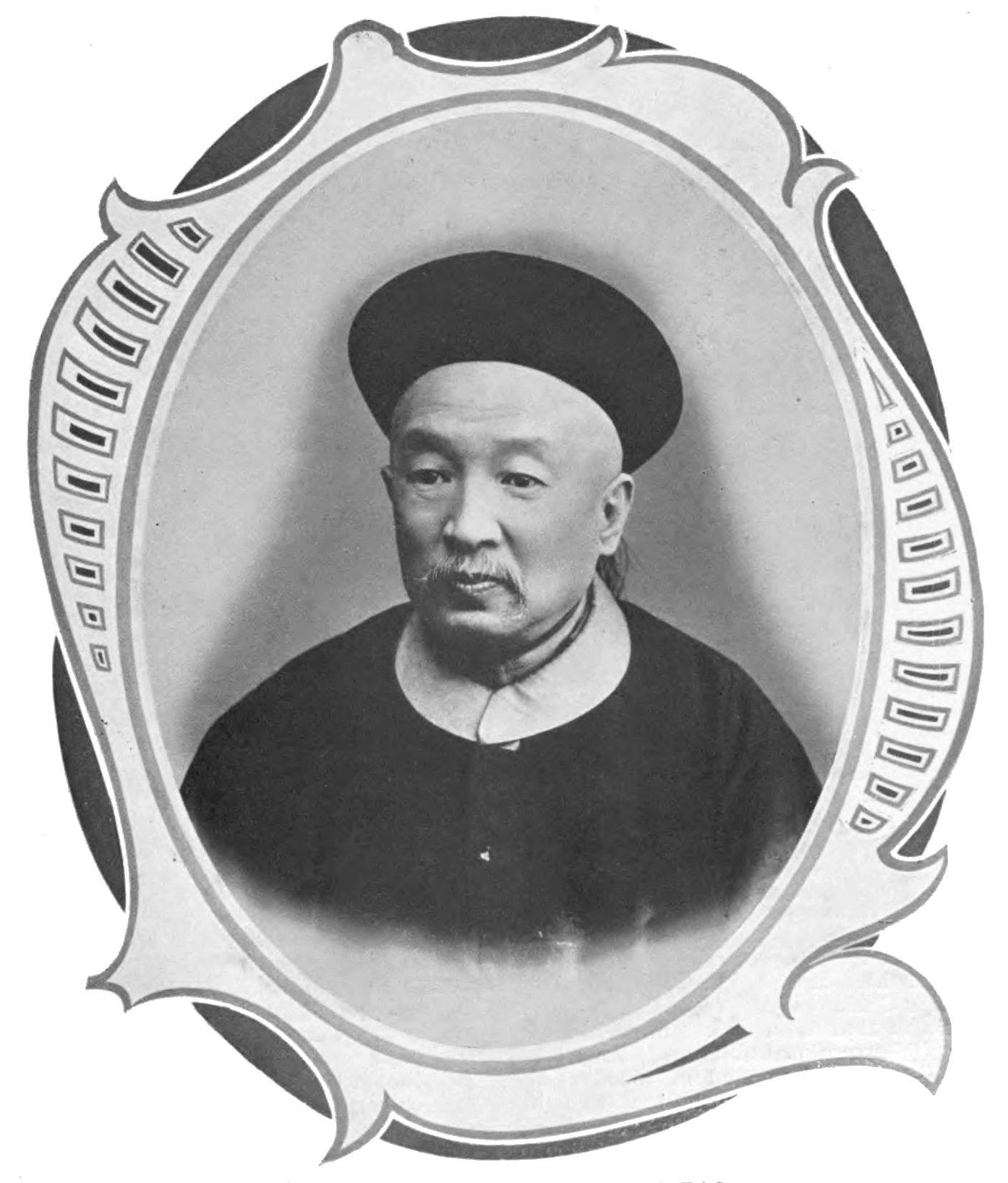
1908年的盛宣怀

1902年，盛宣懷任為工部左侍郎，1906年11月6日裁缺（會辦商務大臣）。1906年4月22日，盛宣懷奏准裁撤勘礦總公司，由各省自辦礦務:25。12月8日，鐵路大臣裁缺工部左侍郎盛宣懷奏，京漢鐵路幹路告成，計長2,500餘里，歷時七八年，用款5,213萬餘兩，動借比款為多:51。
1907年6月22日，清廷命盛宣懷為商約大臣，在上海與各國續議商約:76。11月30日，清廷命商約大臣盛宣懷迅速來京，預備召見:96。12月15日，清廷命盛宣懷會同外務部妥籌辦理蘇杭甬鐵路草約合同:99。盛宣怀奉召进京，次年任命为邮传部右侍郎。
1910年袁世凯被免职后，盛宣怀受到隆裕太后重用。1911年1月6日調郵傳部尚書，同年5月8日改制任奕劻內閣邮传部大臣。他建议将各省自己建立的铁路、邮政转为中央领导。这个措施遭到了许多地方的反对，四川、广东、湖南和湖北发生了保路运动。盛宣怀命令各地加以镇压。1911年10月10日武昌起义爆发后，盛宣怀请袁世凯出山，同时他遭到了各方的谴责，许多人责怪他的收路政策导致了动乱，10月26日盛宣怀被隆裕太后革职，永不再用。盛逃亡日本。
1912年秋，中华民国建立后，盛宣怀回到上海，在上海租界继续主持轮船招商局和汉冶萍公司。在清末民初日本资本全面渗入中国的背景下，汉冶萍公司与日本商人早有贸易往来，并有大量借款。起初，大冶铁矿和汉阳铁厂转为商办后盛宣怀向日本商人借款最多，1896年第一次借款，1898年开办萍乡煤矿又向日商借款，从1902年到1906年向日商借款约300多万两白银（425万日圆）。1899年伊藤博文来华时提出用日本煤焦换取汉冶萍矿石，得到张之洞的赞同并由盛宣怀负责具体事宜。1908年三厂合并后，由于招募商股很不顺利，又不得不向日商贷款。日本宣懷要求一部分管理权，但是袁世凯要将公司收归国有，议不成。从1908年到辛亥革命前夕，汉冶萍公司借外债12次，其中借日本人的有6笔。
到1911年。该公司总计用银3200万两，除 1000万两本金外，其余2200万两都是贷款，日商占大多数，日商的借款后来都变成了投资。日本商人在与汉冶萍公司借款合同上有很苛刻的条件：借款以厂矿财产和铁砂为担保；期限为30年；铁砂除汉阳铁厂自用外，应尽先售与日本人；铁砂售价由双方议定，不受国际市场影响；日本八幡制铁所可以预购。日本商人从1908年到1915年每年从大冶铁矿运走铁砂6～7万吨，使汉冶萍公司在1911年实际上已经受制于日商。1912年初由于南京临时政府缺钱，经孙中山同意冶萍公司变成中日合营但是一个月后就在反对聲浪中取消了。

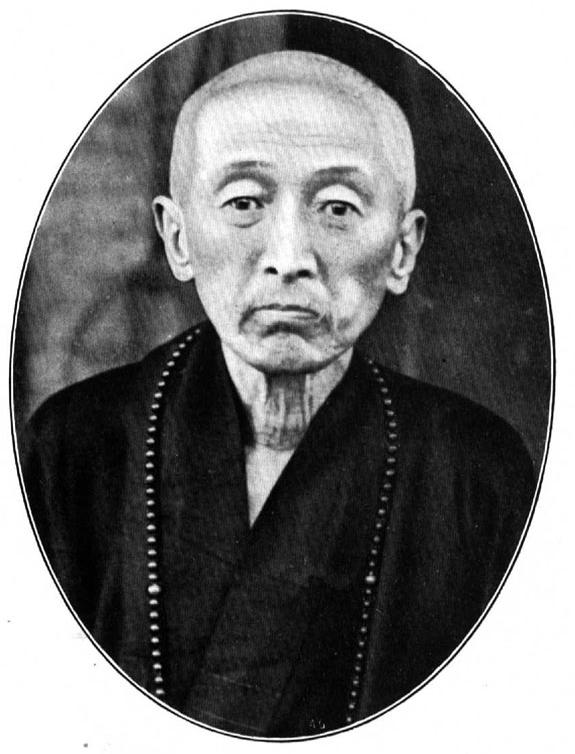
晚年的盛宣怀

尽管盛宣怀曾与孙中山有过交情，孙1900年时还把他和自己并列为“中央政府”六大委员之一。。辛亥革命爆发后，盛宣怀家业被沒收，1912年12月，江苏都督程德全以盛氏捐款修水利，发还盛氏家产。1915年日本曾试图拉拢盛宣懷，但遭到他拒绝。1916年4月27日，盛宣怀病逝于上海。他的葬礼极其盛大，轰动上海，耗资30万两白银，送葬队伍从斜桥弄（吴江路）一直排到外滩，为此租界当局专门安排了交通管制。

### 产业
- 苏州留园：1873年，盛宣怀之父盛康购得已经在太平天国战乱中荒废的刘园，到1876年重建完成，并易名为“留园”。1958年，盛宣怀第四子盛恩颐穷困潦倒，死在留园门房。
- 上海斜桥盛公馆：上海静安寺路（南京西路成都路口两侧），占地一百零五亩，1916年盛宣怀在此去世。1927年庄畹玉夫人去世之后，改建为里弄住宅出租。
- 上海霞飞路（淮海中路）1517号盛公馆：英侨哇极建于1900年，1912年秋为盛宣怀买下，1916年盛宣怀病逝，交给他的儿子盛重颐，1929年转给前安徽省政府主席陈调元，1933年1936年曾用作段祺瑞住宅。抗战结束以后，盛重颐收回此房，卖给荣德生家族的荣鸿三，中华人民共和国成立后，这里曾用作上海市妇联和上海市高教局的办公用房。1978年中日建交后，用作日本驻上海总领事馆，现为日本领事馆总领事官邸。

### 11項「中國第一」
- 第一個民用股份制企業：輪船招商局。
- 第一個電報局：中國電報總局(前身是津滬電報總局)。
- 第一個內河小火輪公司。
- 第一家銀行：中國通商銀行。
- 第一條鐵路幹線：京漢鐵路。
- 第一個鋼鐵聯合企業：漢冶萍煤鐵廠礦公司。
- 第一所高等師範學堂：南洋公學。
- 第一個勘礦公司。
- 第一座公共圖書館。
- 第一所近代官辦大學：北洋大學堂。
- 中國紅十字會奠基人之一、首任會長。

### 晚清三大商人
胡雪岩、盛宣懷與張謇，可謂晚清三大商人。「紅頂商人」胡雪岩（1823—1885），身後是左宗棠；「大買辦」盛宣懷（1844—1916），身後是李鴻章；「狀元實業家」張謇（1853年—1926年），帝師翁同龢是他的恩師，袁世凱、劉坤一、張之洞等都與他有交情。

## 身后
盛宣怀去世后，曾建立了几处纪念他的盛公祠：
- 江西萍乡盛公祠，3层德式建筑，已列为文物保护单位；
- 上海盛公祠，位于爱文义路（北京西路）、极司非尔路（万航渡路）口，1929年被国民政府没收并拍卖，现已不存。

## 評價
- 李鴻章曾稱讚他：「一手官印，一手算盤，亦官亦商，左右逢源。」[來源請求]
- 如果說胡雪岩是名有著官員虛銜的私營企業主，盛宣懷便是「官辦」企業、「官督商辦」企業的官方代理人。[來源請求]
- 作为晚清的官员，盛体现出一种前瞻性和实用主义精神，这是难能可贵的。盛对于中国通讯事业和教育都做出过杰出贡献。历史学家夏东元认为盛“考虑如何与洋商竞争，争回被洋人攫取的权利，加上他在反对日本侵略台湾、法国侵略战争、日本侵略朝鲜战争中的表现，说明盛宣怀明显的是一位爱国者。”[15]

## 家庭[16][17]
- 祖父盛隆（?-1867）。
- 父亲盛康，字勖存、旭人。庚午举人，道光二十四年甲辰科进士，二甲第六十八名。
- 母亲費氏，费念慈的姑母。庶母富氏。
- 大弟盛寯怀（椒荪），夫人張氏。
- 二弟盛星怀（薇荪），夫人魏氏、王氏、張氏。
- 三弟盛善怀（1889-?，莱荪），富氏生，夫人張锺秀。
- 七位夫人：
  - 原配董舜畹（?-1878，探梅），武進前街董氏，道光十八年進士江西督糧道董似穀之女。
  - 继室莊畹玉（1866-1927，德华），毗陵莊氏，乾隆四十五年進士莊述祖曾孫女、候選訓導莊毓瑩之女。
  - 侧室刁玉蓉、刘氏、柳氏、秦氏、萧氏。
- 八子：
  - 长子盛昌颐（1863-1909，揆臣），曾出征朝鮮，加封二品官衔，后任湖北省德安府知府[18]，在世四十六年，媳宗氏、陳氏、沈氏、殷氏，共六房妻妾[19]；长孙盛毓常；孙女6人，五孙女盛佩玉，孙女婿邵洵美；曾孙盛承懋、盛承憲，盛承志（毕业于哈尔滨军事工程学院潜艇设计专业）[20]，盛毓常之子。
  - 次子盛和颐，出嗣盛寯怀，媳夏氏、丁氏。
  - 三子盛同颐（艾臣），媳鄭氏、張氏、龔氏。
  - 四子盛恩颐（1892-1958，字泽臣），媳孙用蕙（孙宝琦长女）、贾翠华、贾凤藻、奚仪贞、金钰清、余德贞、殷四珍；孙盛毓邮（1911-?） ，孙媳任芷芳；孙盛毓度；孙盛毓凤，曾孙盛品儒（James Shing，1976-2025）。
  - 五子盛重颐（沣臣），原媳彭氏离婚，后媳陆琴，陈其美（英士）原妾，孙女盛鸣玉；再媳钱氏。
  - 六子盛泰颐，出嗣盛善怀。
  - 七子盛升颐（频臣、萍臣），原媳吕氏，吕海寰八女，离婚；後媳張秀琦。
  - 八子盛钧颐，早殇。
- 八女：
  - 长女，適嘉興姚赓韶。
  - 次女，適同鄉馮斆乾。
  - 三女，適無锡林志偉。
  - 四女盛樨蕙，適邵恒，上海道邵友濂次子；外孙女邵云芝；外孙邵云龙（又名邵洵美，1906-1968），外孙媳盛佩玉；外孙邵云麒；外孙邵云麟（邵式军），外孙媳蒋冬荣，蒋百器（1878-1927，名尊簋）之女，吴启鼎的外甥女，吴锦堂的外孙女；重外孙邵立，邵云麟之子。
  - 五女盛关颐，適台灣板橋林熊徵。
  - 六女盛静颐，適刘俨庭，南浔刘锦藻之子。婚后感情不和，患精神病，携女儿回娘家居住[21]。
  - 七女盛爱颐，適庄铸九；外孙庄元端[22]（英文名Peter）[23]，外孫女莊元貞。
  - 八女盛方颐，適彭震鸣，江西巨富周扶九的外孙，外孙彭国维。

### 后人
- 香港亞洲電視前執行董事盛品儒為盛宣懷曾孫。

## 延伸阅读
[在维基数据编辑]
 《清史稿·卷471》，出自趙爾巽《清史稿》
 在维基共享资源阅览影像

## 研究書目
- Albert Feuerwerker著，虞和平譯：《中國早期工業化：盛宣懷（1844-1916）和官督商辦企業》（北京：中國社會科學出版社，1990）。